# Oscar Jansson
Oscar Erik Jansson, född 23 december 1990 i Örebro, är en svensk fotbollsmålvakt som spelar för BK Häcken.

## Klubbkarriär
Som 15-åring spelade han för division 3-laget Karlslunds IF och drog till sig intresse från bland annat allsvenska Djurgårdens IF, men det blev engelska Tottenham Hotspur som drog det längsta strået. Han skrev på för engelsmännen hösten 2006 och kontraktet började gälla 1 januari 2007. Han spelade 10 matcher med ungdomslaget innan han lyftes upp i reservlaget och fick den 30 juli 2008 debutera i A-laget i en vänskapsmatch mot Leyton Orient. Den 2 september 2009 blev han utlånad till Exeter City i League One på ett månadslångt lån. Lånet förlängdes först till slutet av oktober och sen igen till den 1 december. Han återvände sen tillbaka till Tottenham.
I augusti 2010 lånades han ut till Northampton Town i League Two i en månad.
I augusti 2011 var det igen dags för ett månadslångt lån, den här gången till Bradford City, också dem i League Two. Han förlängde samtidigt sitt kontrakt med Tottenham med ett år, till och med 30 juni 2012.
I februari 2012 lånades han ut till irländska Shamrock Rovers, den här gången på ett avtal som gällde lika länge som hans kontrakt med Tottenham, till och med den 30 juni 2012. Efter att lånekontraktet upphört skrev han på med irländarna för resten av säsongen.
I december 2012 återvände han till svensk fotboll igen och sin hemstad Örebro på ett 3-årskontrakt med sportklubben, till och med december 2015 Hans spel drog till sig intresse från bland annat Malmö FF men i januari 2014 förlängde han sitt kontrakt till december 2017. 27 september 2017 förlängdes kontraktet igen, nu till och med slutet av 2020. Säsongen 2020 blev lyckosam Oscars del och efter säsongen blev han utsedd till "Årets målvakt" samtidigt som det stod klart att säsongens var hans sista i Örebro.
Den 7 januari 2021 skrev han på ett 4-årskontrakt med IFK Norrköping. Från sommaren 2016 i Örebro fram till och med IFK Norrköpings match mot IK Sirius den 1 juni 2024 startade Jansson samtliga 240 möjliga Allsvenska matcher i följd. Först 128 för Örebro SK, sedan 112 stycken för IFK Norrköping. Sviten bröts när Norrköping värvade in David Mitov Nilsson i juli 2024.
Den 21 augusti 2024 värvades han av Djurgårdens IF på ett kontrakt säsongen ut då de hamnat i målvaktstrubbel efter en målvaktsskada. Den 21 december tackades han av på klubbens hemsida.
Under februari 2025 meddelade BK Häcken att man värvat Jansson på ett säsongslångt kontrakt.

## Statistik

### Klubblag
| Klubb                               | Säsong             | Liga               | Liga    | Liga | Liga   | Nationell cup | Nationell cup | Nationell cup | Internationell cup | Internationell cup | Internationell cup | Totalt  | Totalt | Totalt |
| Klubb                               | Säsong             | Division           | Matcher | Mål  | Assist | Matcher       | Mål           | Assist        | Matcher            | Mål                | Assist             | Matcher | Mål    | Assist |
| ----------------------------------- | ------------------ | ------------------ | ------- | ---- | ------ | ------------- | ------------- | ------------- | ------------------ | ------------------ | ------------------ | ------- | ------ | ------ |
| Tottenham Hotspur FC                | 2008-09            | Premier League     | —       | —    | —      | —             | —             | —             | 0                  | 0                  | 0                  | 0       | 0      | 0      |
| Exeter City FC (lån)                | 2009-10            | League One         | 7       | 0    | 0      | 0             | 0             | 0             | —                  | —                  | —                  | 7       | 0      | 0      |
| Northampton Town FC (lån)           | 2010-11            | League Two         | 4       | 0    | 0      | 2             | 0             | 0             | —                  | —                  | —                  | 6       | 0      | 0      |
| Bradford City AFC (lån)             | 2011-12            | League Two         | 1       | 0    | 0      | 2             | 0             | 0             | —                  | —                  | —                  | 3       | 0      | 0      |
| Shamrock Rovers FC                  | 2012               | Premier Division   | 31      | 0    | 0      | 4             | 0             | 0             | 2                  | 0                  | 0                  | 37      | 0      | 0      |
| Totalt                              | Totalt             | Totalt             | 43      | 0    | 0      | 8             | 0             | 0             | 2                  | 0                  | 0                  | 53      | 0      | 0      |
| Örebro SK                           | 2013               | Superettan         | 30      | 0    | 1      | 4             | 0             | 0             | —                  | —                  | —                  | 34      | 0      | 1      |
| Örebro SK                           | 2014               | Allsvenskan        | 21      | 0    | 0      | 0             | 0             | 0             | —                  | —                  | —                  | 21      | 0      | 0      |
| Örebro SK                           | 2015               | Allsvenskan        | 17      | 0    | 0      | 4             | 0             | 0             | —                  | —                  | —                  | 21      | 0      | 0      |
| Örebro SK                           | 2016               | Allsvenskan        | 18      | 0    | 0      | 1             | 0             | 0             | —                  | —                  | —                  | 19      | 0      | 0      |
| Örebro SK                           | 2017               | Allsvenskan        | 30      | 0    | 0      | 2             | 0             | 0             | —                  | —                  | —                  | 32      | 0      | 0      |
| Örebro SK                           | 2018               | Allsvenskan        | 30      | 0    | 0      | 4             | 0             | 0             | —                  | —                  | —                  | 34      | 0      | 0      |
| Örebro SK                           | 2019               | Allsvenskan        | 30      | 0    | 0      | 4             | 0             | 0             | —                  | —                  | —                  | 34      | 0      | 0      |
| Örebro SK                           | 2020               | Allsvenskan        | 30      | 0    | 0      | 4             | 0             | 0             | —                  | —                  | —                  | 34      | 0      | 0      |
| Örebro SK                           | Totalt             | Totalt             | 206     | 0    | 1      | 23            | 0             | 0             | —                  | —                  | —                  | 229     | 0      | 1      |
| IFK Norrköping                      | 2021               | Allsvenskan        | 30      | 0    | 0      | 3             | 0             | 0             | —                  | —                  | —                  | 33      | 0      | 0      |
| IFK Norrköping                      | 2022               | Allsvenskan        | 30      | 0    | 0      | 4             | 0             | 0             | —                  | —                  | —                  | 34      | 0      | 0      |
| IFK Norrköping                      | 2023               | Allsvenskan        | 30      | 0    | 0      | 4             | 0             | 0             | —                  | —                  | —                  | 34      | 0      | 0      |
| IFK Norrköping                      | 2024               | Allsvenskan        | 12      | 0    | 0      | 4             | 0             | 0             | —                  | —                  | —                  | 16      | 0      | 0      |
| IFK Norrköping                      | Totalt             | Totalt             | 102     | 0    | 0      | 15            | 0             | 0             | —                  | —                  | —                  | 117     | 0      | 0      |
| Djurgårdens IF                      | 2024               | Allsvenskan        | 6       | 0    | 0      | 1             | 0             | 0             | 2                  | 0                  | 0                  | 9       | 0      | 0      |
| Djurgårdens IF                      | Totalt             | Totalt             | 6       | 0    | 0      | 1             | 0             | 0             | 2                  | 0                  | 0                  | 9       | 0      | 0      |
| Totalt i karriären                  | Totalt i karriären | Totalt i karriären | 357     | 0    | 1      | 47            | 0             | 0             | 4                  | 0                  | 0                  | 408     | 0      | 1      |
| Senast uppdaterad 22 december 2024. |                    |                    |         |      |        |               |               |               |                    |                    |                    |         |        |        |

### Landslag
| Landslag                           | År             | Totalt  | Totalt | Totalt |
| Landslag                           | År             | Matcher | Mål    | Assist |
| ---------------------------------- | -------------- | ------- | ------ | ------ |
| Sverige U17                        | 2005           | 2       | 0      | 0      |
| Sverige U17                        | 2006           | 5       | 0      | 0      |
| Sverige U17                        | 2007           | 1       | 0      | 0      |
| Sverige U17                        | Totalt         | 8       | 0      | 0      |
| Sverige U19                        | 2008           | 5       | 0      | 0      |
| Sverige U19                        | 2009           | 1       | 0      | 0      |
| Sverige U19                        | 2010           | 1       | 0      | 0      |
| Sverige U19                        | Totalt         | 7       | 0      | 0      |
| Sverige U21                        | 2009           | 1       | 0      | 0      |
| Sverige U21                        | 2011           | 1       | 0      | 0      |
| Sverige U21                        | Totalt         | 2       | 0      | 0      |
| Sverige                            | 2014           | 1       | 0      | 0      |
| Sverige                            | Totalt         | 1       | 0      | 0      |
| Hela karriären                     | Hela karriären | 18      | 0      | 0      |
| Senast uppdaterad 22 augusti 2024. |                |         |        |        |